# Сосновий ліс

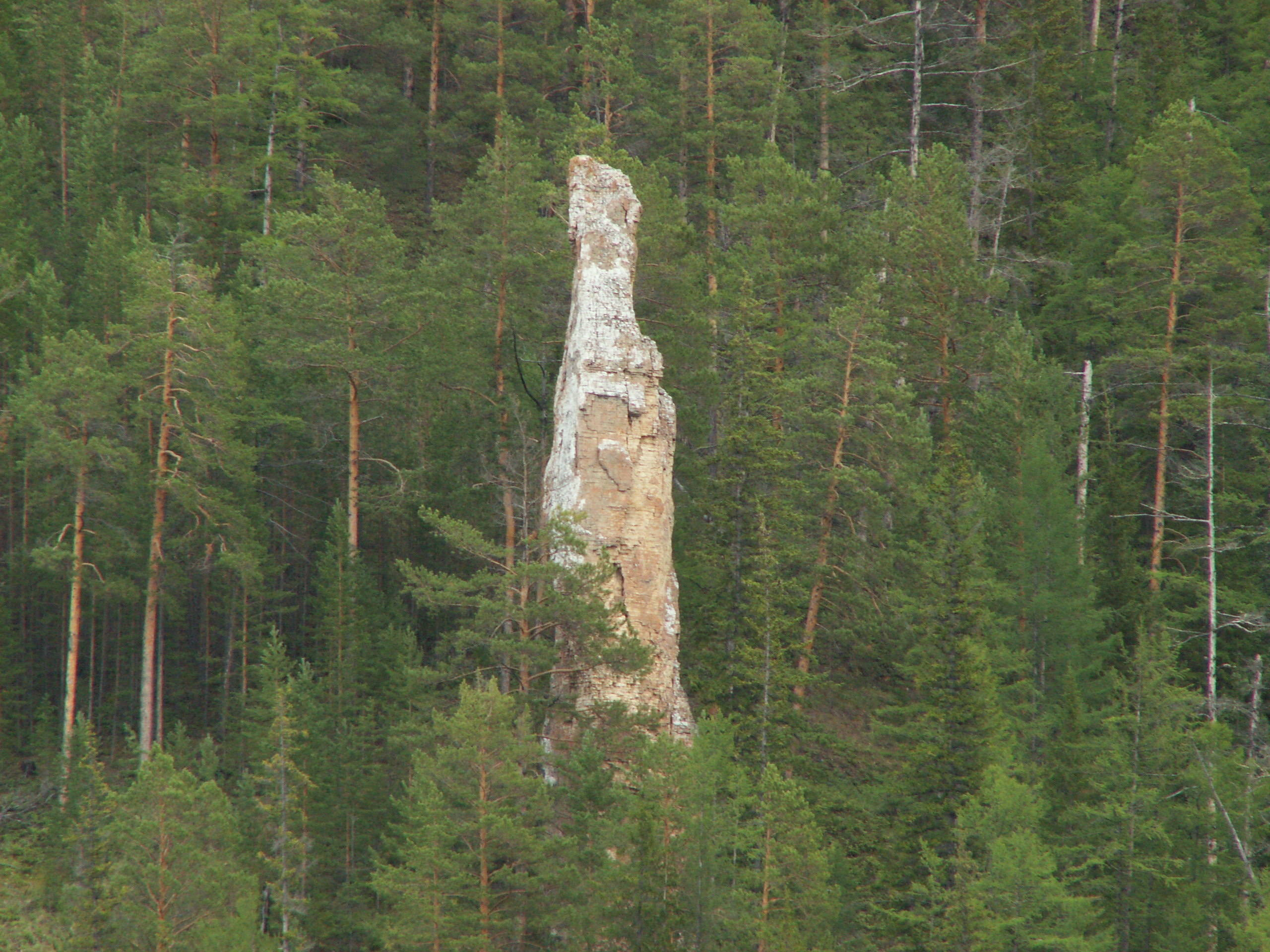
Сосновий ліс в басейні річки Лена. (Сосна звичайна)

Сосновий ліс, сосняк — ліс, в деревостані якого головною лісоутворювальною породою є сосна. Це вічнозелений світло-хвойний ліс, який росте переважно в помірній лісовій та лісостеповій зоні Північної півкулі, також зустрічається в тропіках та субтропіках. Ажурність крон дозволяє проникати під намет лісу великій кількості тепла, вологи та світла, завдяки цьому тут розвинений підлісок, багато як власного підросту, так і підросту інших порід (наприклад, ялини).
Сосни стійкі і до сильних морозів, і до спеки, ростуть на різних ґрунтах — вони зазвичай утворюють ліси в місцях, малопридатних для інших деревних порід, конкурентоспроможніших в інших умовах. Сосна часто та рясно плодоносить, швидко росте. Все це забезпечує відновлення соснового лісу після рубок та пожеж. Гірше відновлюються лише найбільш продуктивні групи типів соснового лісу, наприклад сосняк-кисличник, або групи зі складним надґрунтовим покриттям, в яких сосна поступається місцем куничнику або іншим деревним породам — осиці, іноді ялині, липі, дубу.

## Поширення

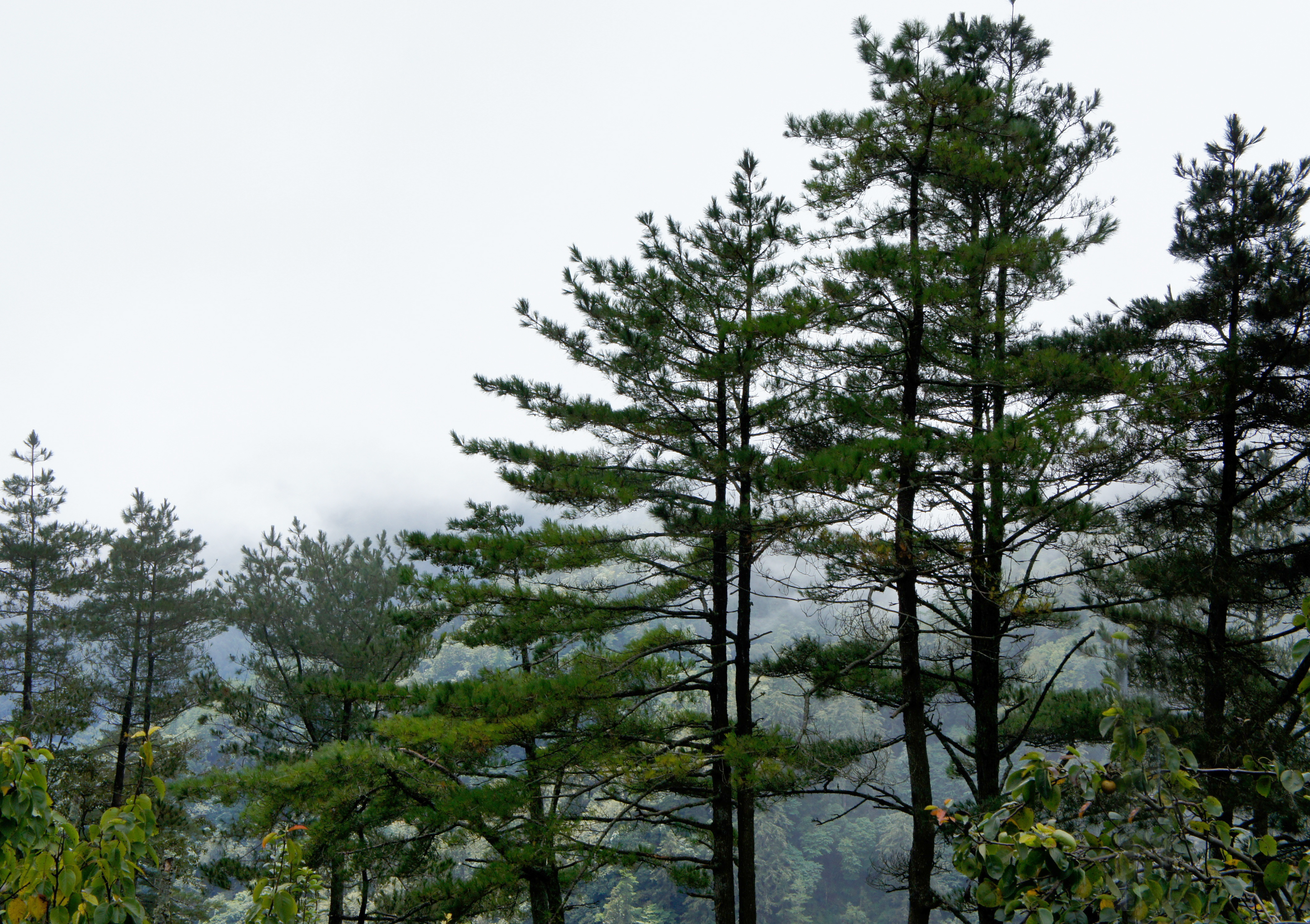
Сосновий ліс на Тайвані. (Pinus taiwanensis)

Соснові ліси поширені достатньо широко, в світі їх близько 325 млн га, в тому числі в Європі 75 млн га, Азії 80 млн га і в Америці 170 млн га.
Північні бореальні соснові ліси ростуть на рівнинах Північної Америки та Євразії. У північній частині Євразії складаються головним чином з сосни звичайної, насадження якої можуть бути як чистими, так і змішаними з іншими хвойними (ялина, модрина) або листяними породами (береза, осика, дуб, липа). У Північній Америці переважають інші види сосни, наприклад в Канаді переважає веймутова сосна. Вони можуть утворювати бори або корінні змішані ліси з секвоєю. Найважливішими групами типів лісу є сухі лишайникові бори (біломошники), толокнянкові сосняки, зеленомошники (чорничники, брусничники), сфагнові сосняки.
Соснові ліси помірного поясу, які ростуть у степовій зоні Євразії утворюють острівні бори Казахського дрібносопковика, Бузулукський бір в Передураллі, Кулундинські стрічкові бори в Західному Сибіру. В соснових лісах гірського Криму та Кавказу росте переважно сосна кримська, в Карпатах — сосна гірська.
Субтропічні соснові ліси ростуть в горах і на морських узбережжях. Соснові змішані ліси з ялівцем є на горах Мексики та Вест-Індії. Пінія, а також сосни алеппська, чорна, канарська, палласова, приморська переважають в Середземномор'ї. Ендеміками є Сосна румелійська на Балканах, піцундська сосна біля кавказького мису Піцунда. Пінієві ліси з ялівцевим та дроковим підліском поширені на Піренейському, Апеннінському та Балканському півостровах. Тут, а також в Малій Азії і на Криті поширені гірські ліси переважно з чорної сосни з підліском з вічнозелених чагарників. Канарська сосна утворює ліси канарських островів, алеппська сосна — в Алжирі, на Кіпрі, також є в Сирії та Палестині. субтропічні соснові ліси гірського пояса Південно-Східної Азії зазвичай позбавлені чагарників, трав'яне покриття представлене злаковими. Ліси Юньнаньського нагір'я утворені китайською сосною.
У тропіках на бідних ґрунтах можуть виростати соснові ліси, схожі на північні, які проте мають інший видовий склад. 
Наприклад у Вест-Індії виростають сосна карибська (Pinus caribaea), тропічна (Pinus tropicalis), західна (Pinus occidentalis), в Південній та Південно-Східній Азії сосна острівна  (Pinus insularis), сосна суматранська (Pinus merkusii) та інші

## Значення

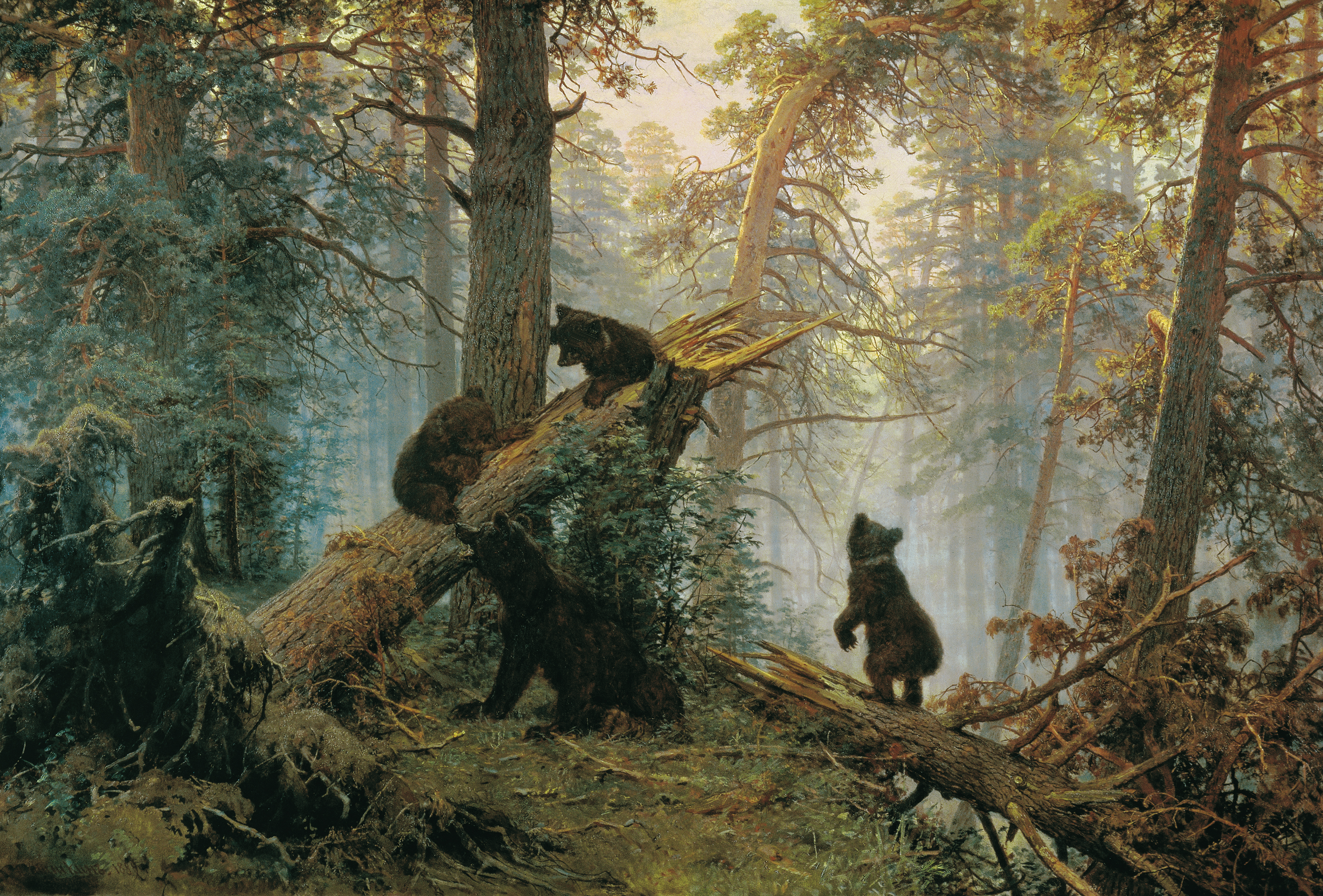
І. І. Шишкін. Ранок в сосновому лісі

Сосновий ліс — джерело якісної деревини, а також джерело живиці та інших цінних видів сировини. Використовуються навіть пні: через 10—15 років після рубки їх використовують для заготівлі прядивного осмолу — сировини для отримання смолистих сполук в лісохімічному виробництві.
Середовищеутворювальна функція соснового лісу поширюється не лише на територію, де він росте, а набагато далі. В околицях сосняків вологість повітря та кількість опадів вищі, ліси сприяють накопиченню снігу на полях, тому соснові ліси сприятливо впливають на врожайність, особливо в неврожайні роки.
Соснові ліси як порівняти з ялинниками забезпечують рівномірніше зволоження, бо ажурні крони і менш зімкнутий намет лісу пропускають до поверхні ґрунту більше опадів, а велика глибина коренів дерев дозволяє воді досягати глибших шарів ґрунту. Коренева система соснового лісу скріплює піщані ґрунти, перешкоджаючи утворенню піщаних заметів, зміцнюючи яри та гірські схили. Він дуже важливий для збереження ґрунтових вод, для захисту від сніжних лавин та селевих потоків, виконує великі санітарно-гігієнічні функції.
Сосновий ліс виділяє в повітря сполуки, токсичні для більшості мікроорганізмів, це найбільш багатий фітонцидами ліс. Він також виділяє сполуки, що сприятливо впливають на організм людини. Сосняки мають підвищену стійкість до багатьох пошкоджень та рекреаційних навантажень. З цих причин сосновий ліс — місце масового відпочинку. До того ж тут збирають їстівні гриби, а також ягоди: чорницю, брусницю, в болотистих місцях — журавлину, морошку; на узліссях, галявинах, вирубках і в інших добре освітлених місцях — суницю, малину.